# Beautiful Girls
Beautiful Girls (с англ. — «Красивые Девушки») — шестой в общем и второй из альбома Van Halen II сингл хард-рок группы Van Halen, выпущенный 15 сентября 1979 года на лейбле Warner Bros.

## О сингле
Эта песня была главным концертным материалом во время их турне по этому альбому. Первоначально песня называлась "Bring on the Girls", когда она была записана для 25-песенного демо Warner Brothers, но название и текст были изменены соответствующим образом.
В 1991 году песня была использована в "Субботним вечером в прямом эфире" пародию под названием "Гей-Шмитта". Рекламный ролик, который обманул рекламодателей пивной компании, нацеленных на конкретную демографию, показал Криса Фарли и Адама Сэндлера как двух геев, которые сидят дома и оказываются окруженными привлекательными и, предположительно, гомосексуальными мужчинами в плавках и бикини, с которыми оба персонажа в конечном итоге весело резвятся.
Первоначальная трансляция и последующие ретрансляции вскоре после этого показали оригинальную песню Van Halen, но позже синдицированные трансляции будут использовать общие рок-гитарные риффы, произведенные группой "SNL", предположительно из-за затрат на лицензирование. Фил Хартман был диктором для обеих версий.

## Приём
Cashbox сказал, что "Дэвид Ли Рот исполняет ведущий вокал с чувством хорошего юмора, редко встречающимся в хэви-металле". Чак Клостерман из Vulture.com поставил её на 20 место из 131 песен Van Halen, назвав её "сверхъестественным определением музыкальной непосредственности".

## Список композиций
| №  | Название          | Длительность |
| -- | ----------------- | ------------ |
| 1. | «Beautiful Girls» | 3:56         |

| №  | Название | Длительность |
| -- | -------- | ------------ |
| 1. | «D.O.A.» | 4:09         |

## Участники записи
- Алекс Ван Хален — ударные
- Эдди Ван Хален — электрогитара, бэк-вокал
- Майкл Энтони — бас-гитара, бэк-вокал
- Дэвид Ли Рот — вокал